# Служев (станция метро)
«Служев» (пол. Służew) (A6) — станция первой линии Варшавского метрополитена. Главный вход со стороны улицы Вальбжихской, неподалёку от муниципального мокотувкого кладбища. Другие входы со стороны улиц Рольной, Сонаты и Батуты.

## История
Строительство станции осуществлялось в 1983—1995 годах, в рамках первой очереди строительства первой линии метро.
Первоначально планировалось название «Вальбжихская» (пол. Wałbrzyska).
Открыта 7 апреля 1995 года в составе первого пускового участка Варшавского метрополитена «Кабаты» — «Политехника».
В 2012 году на станции открылся пункт обслуживания пассажиров — мини-офис, в котором можно приобрести различные виды проездных билетов, продлить срок действия электронных проездных билетов, в том числе пополнить билеты типа «электронный кошелёк», а также подать жалобу на неудовлетворительную работу городского транспорта Варшавы .

## Описание станции
Станция одно-уровневая, с двухсторонним перроном длиной 120 метров и шириной 10 метров, с рядом колонн посередине. Площадь станции 11 тыс. м². Объём 50 200 м³.
Стены выложены квадратными и треугольными кафельными плитками красного, коричневого, кремово-жёлтого и голубого цветов.
Лифты для людей с физическими проблемами находятся на уровне улиц Сонаты и Батуты. Со стороны аллеи Комиссии Народного Образования имеется пандус для колясок.
На территории станции находятся небольшие торговые пункты, банкомат и туалеты.
Станция, в случае необходимости, может служить убежищем гражданского населения. Для этого у каждого выхода со станции установлены дополнительные массивные стальные двери.
Станция является частью транспортного узла, в который также входят пункты остановок автобусов № 189, 193, 317, 401 и остановок по требованию ночных автобусов и экспрессов № N01, N33, N37, N50, N83.

## Рядом со станцией
- Торговый центр «Ланд»
- Начальная школа № 46
- Гимназия № 11
- Факультет прикладной лингвистики Варшавского университета
- Факультет менеджмента Варшавского университета
- Служевское римско-католическое муниципальное кладбище на ул. Вальбжихской